# Annemarie Egersdorff
Annemarie M. Egersdorff (* 19. Oktober 1894 in Krotoschin; † nach 1970) war eine deutsche Historikerin, Hochschullehrerin und Schulleiterin.
Die Tochter eines Königlichen Baurats besuchte 1901 bis 1910 Mädchenschulen in Uelzen und Braunschweig und legte 1915 am Herzoglichen Realgymnasium in Braunschweig das Abitur ab. Dann studierte sie Germanistik und Geschichte in München und Göttingen bis zum Staatsexamen 1920 und promovierte 1918 über den Bauernkrieg in Franken. Sie unterrichtete 1921 auch im Landerziehungsheim Haubinda, dann in Hannover, Hildesheim, Celle und Halle. Von 1927 bis 1932 war sie nach Ermentrude Bäcker von Ranke in Kiel eine der ersten Professorinnen für Geschichte an einer deutschen Hochschule, an der Pädagogischen Akademie Frankfurt am Main. Nach deren Einschränkung 1932 arbeitete sie wieder als Lehrerin und leitete von 1937 bis 1945 als Oberstudiendirektorin die Herderschule Frankfurt am Main, eine Mädchenoberschule. Nach 1945 unterrichtete sie, seit 1955 als Oberstudienrätin, wieder in Frankfurt bis zur Pensionierung 1960.
Ihre Dissertation zum fränkischen Bauernkrieg wurde sehr positiv besprochen. Sie veröffentlichte dann Geschichtsschulbücher für Mädchenschulen.

## Schriften
- Die Bestrebungen der fränkischen Bauern 1525. Diss. München 1918/1922.
- Richard Froning/Ludwig Wülker: Lehrbuch der Geschichte für Lyzeen. Bearb. v. A. Egersdorff, Leipzig Frankfurt am Main, Kesselringsche Hofbuchhandlung, 1924
- Bildungswert der Geschichte, Jahrbuch des Freien Deutschen Hochstifts 1931
- mit Alfred Maurer und Ludwig Wülfing: Lehrbuch der Geschichte für die Oberstufe höherer Lehranstalten, Frankfurt am Main 1926
- mit Alfred Kleeberg: Deutsches Lesebuch für höhere Lehranstalten. Ausgabe B für Mädchen, Teubner, Leipzig 1939